# ホンダ・スカイ
スカイ（英: Sky）は、かつて本田技研工業が製造販売したスクーター（自動二輪車）である。スカイの名は、日本とイタリアで製造された全く別の2機種で販売呼称として用いられた。

## AB14

### 日本
本田技研工業は、日本国内最軽量となる乾燥重量39kgのスクーター「スカイ（英: Sky）」を、1982年（昭和57年）4月15日から発売した。総排気量49ccの空冷2ストローク単気筒エンジンと自動変速機を搭載し、日本の法令では第一種原動機付自転車に該当する。型式名はAB14、機種名はNC50C。国内で販売されるスクーターで最軽量とすることで、女性でも車輌の出し入れや駐車時の取りまわしがしやすく、フロアステップ幅0,285mというスリムなスタイリングながら、広いフロアスペースを確保し、大型で座りやすい低いシートの採用により、ゆったりとした乗車姿勢をとれる。カバードハンドルやオイル警告灯も備えた見やすいスピードメーターなど親切な装備も随所に取りいれたとした。標準現金価格は75,000円で、年間販売目標は400,000台とされた。
同年11月23日には一部改良が施された。エンジンの一部を改良し、出力および燃費の向上を図った。同時に、車両重量のさらなる軽減を図り乾燥重量で37kg（キック式）とするとともに、エンジンと車体の取り付け部に防振リンクを採用し乗り心地を向上、また新たに始動用にオートチョーク機構付セルフスターターを搭載した機種の追加により、使い勝手の向上を図ったとしている。標準現金価格は、キック式は78,000円、セルフ式は88,000円で、年間販売目標は400,000台とされた。

## AF43

### 欧州
本田技研工業の欧州地域統括会社ホンダモーターヨーロッパ・リミテッド（英: Honda Motor Europe Ltd.）は、前・後共16インチの大径ホイールと樹脂製の外装を備えたスクーター「Sky（日: スカイ）」を、1996年に発表した。総排気量49ccの空冷2ストローク単気筒エンジンと無段変速式を搭載している。打刻形式はAF43、機種記号はSGX50。本田技研工業のイタリアにおける現地生産会社であるホンダ・イタリア・インダストリアーレ（伊: Honda Italia Industriale）のアテッサ工場で生産され、欧州各国及び日本国に輸出された。外観は、円を基調に曲線と曲面で構成されたデザインとし、従来のスクーターと比べてやや大きめのサイズとすることで、大柄なライダーから小柄なライダーまで違和感なくライディングできるものとしている。ブレーキはフロントに油圧式ディスクを、リアには機械式のリーディング・トレーリングを装備することで制動力を確保している。フレームは、前部に丸型断面鋼管、後部に角型断面鋼管にアルミを組み合わせた1本のセンターフレームを採用したアンダーボーンタイプとすることで、シンプルで軽量な構造としながらも、剛性を確保した。足廻りは、前・後共に軽量なアルミ製キャストホイールを装着し、フロントのテレスコピック式サスペンションなどとあいまって、操縦性と乗り心地を両立させた。1998年型からは追加仕様として、メッキ処理された部品を多用したDeluxeと、外装を半透明の樹脂に変更したVetroが追加され、従来品はStandardと呼称されることとなった。1999年に、EU圏内統一排出ガス規制のEURO1に対応した。

### 日本
本田技研工業は、イタリアの現地生産会社が生産したスクーター「Sky」を輸入し、「Via（日: ビア）」の名で、1997年（平成9年）7月18日から日本国内で販売すると発表した。日本の法令では第一種原動機付自転車に該当する。メーカー希望小売価格は税別199,000円、年間販売目標は1,000台とされた。

## 脚註

### 註釈
1. 1 2  道路運送車両法施行規則第1条第2項。
2. 1 2  発売当時は日本国の間接税（物品税）の課税対象ではなかった。
3. ↑  最高出力は3.6PSから4.0PSに、燃費は30Km/h定地走行テスト値で76.0Km/Lから87.0Km/Lに向上させた[3]。
4. ↑  本田技研工業は、Honda Motor Europe Ltd.をホンダモーターヨーロッパ・リミテッドと邦訳している[5]。